# Stefanie Brozulat
Stefanie Brozulat (* 6. August 1963) ist eine ehemalige deutsche Fußballspielerin.

## Karriere
Stefanie Brozulat, die hauptberuflich als Sachbearbeiterin tätig war und bis 1986 für den MSV München spielte, gehörte dem FC Bayern München als Stürmerin von 1987 bis 1990 in der seinerzeit zweitklassigen Bayernliga an. In dieser Zeit gewann sie dreimal die regionale Meisterschaft. Die am Saisonende 1989/90 errungene führte zum Aufstieg in die Gruppe Süd der seinerzeit zweigleisigen Bundesliga. In der Premierensaison wurde sie einzig am 9. September 1990 (2. Spieltag) beim 2:0-Sieg im Auswärtsspiel gegen den TuS Binzen eingesetzt, zu dem sie mit ihrem ersten Tor beitrug.
Während ihrer Vereinszugehörigkeit erreichte sie mit ihrer Mannschaft 1988 das Finale um den DFB-Pokal. 
Das am 28. Mai im Berliner Olympiastadion als Vorspiel zum Männerfinale ausgetragene Finale um den Vereinspokal, das sie mit ihrer Mannschaft – nach drei Siegen ohne Gegentor zuvor – erreichte, wurde gegen den TSV Siegen mit 0:4 verloren. Im zweiten Finale am  19. September 1990 wurde sie nicht berücksichtigt.
In der Saison 1994/95 spielte sie ein weiteres Mal in der Bundesliga. Für den Liganeuling FC Wacker München kam sie (außer am 5. Spieltag) in 17 von 18 Saisonspielen zum Einsatz, in denen sie zwei Tore erzielte.

## Erfolge
- DFB-Pokal-Finalist 1988
- Bayerischer Meister 1988, 1989, (1990 und Premierenaufstieg in die Bundesliga Süd)

## Sonstiges
Sie ist die Tochter des ehemaligen Fußballspielers Dieter Brozulat.